# Мегафон

Принцип действия

Мегафо́н (от др.-греч. μέγας, μεγάλη — великий, выдающийся и  η φωνή — голос) — переносное устройство для звукоусиления, использующее рупор, для удобства использования оснащённое рукояткой. Распространены электрические мегафоны, включающие в себя направленный микрофон, электрический усилитель и рупорный громкоговоритель. 

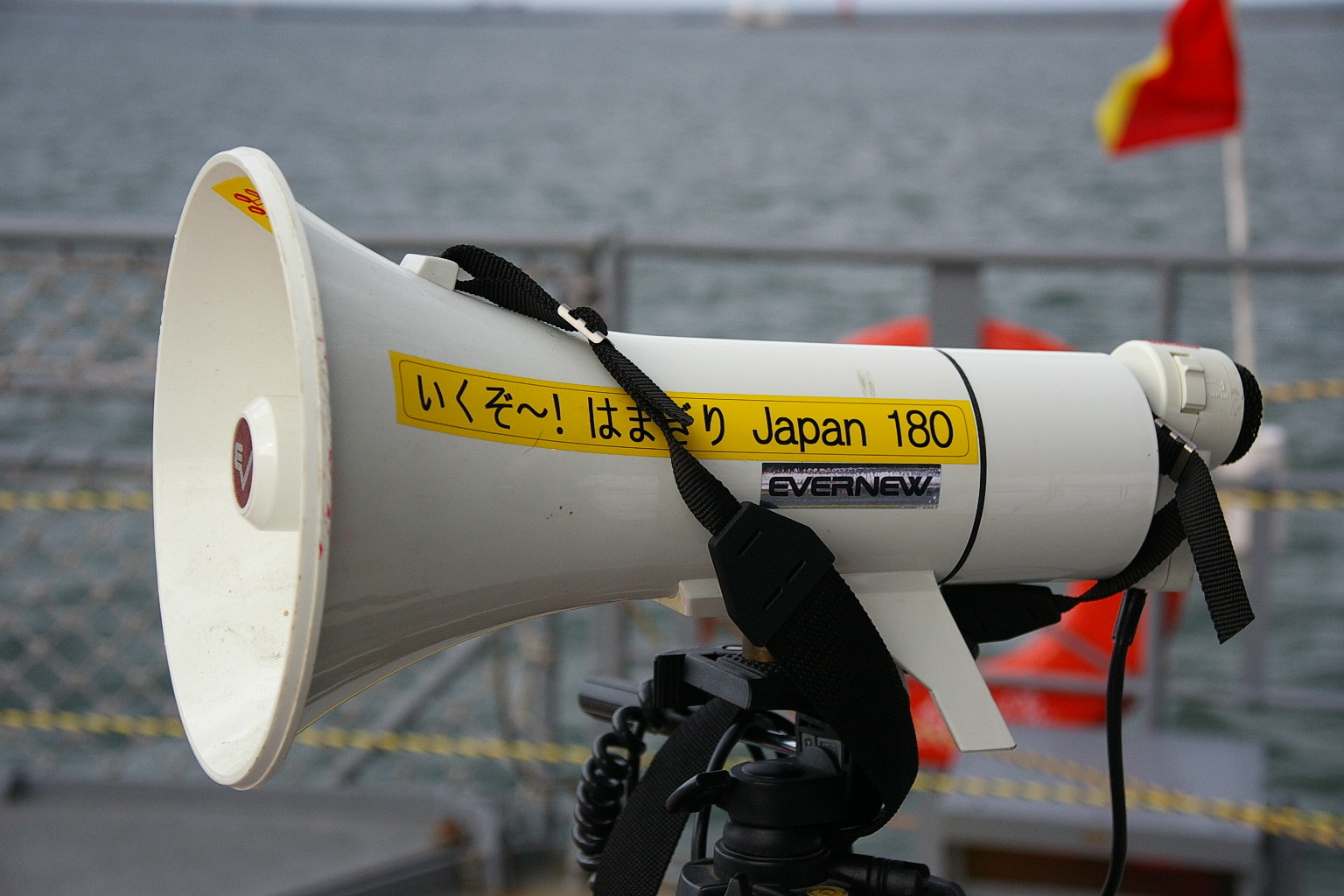
Электрический мегафон

Слово «мегафон» придумал Томас Эдисон в 1878 году. Мегафон Эдисона состоял из двух рупоров, соединённых длинной полой звукопередающей трубкой. В том же году Вернер фон Сименс соединил изобретённый им ранее громкоговоритель с рупором.
Мегафон используется на концертах, публичных выступлениях ораторов, для руководства массовыми мероприятиями и в других случаях.
Электрический мегафон может для привлечения внимания имитировать звуки сирены, а также иметь выносной микрофон. Электрический мегафон может работать как от аккумулятора, так и от сменных батареек.
На жаргоне мегафон часто называют «матюгальником».